# Oberpöllnitz
Oberpöllnitz ist ein Ortsteil der Stadt Triptis im Saale-Orla-Kreis in Thüringen.

## Lage
Der Ortsteil Oberpöllnitz befindet sich am nordöstlichen Stadtrand von Triptis am östlichen Rand der Orlasenke. Oberpöllnitz befindet sich in verkehrsgünstiger Lage. Der Ortsteil liegt östlich der Bundesautobahn 9 mit deren Anschlussstelle Triptis. Die Bundesstraße 281 führt seit einem Umbau 2006 nordwestlich am Ortskern vorbei. Über sie erhalten die Verkehrsteilnehmer Anschluss an die Bundesstraße 2. Südöstlich am Ortskern vorbei führt die Bahnstrecke Gera–Saalfeld. Um den Ort herum liegen fruchtbare Böden, die in Buntsandsteinverwitterungsböden übergehen.

## Geschichte
Die urkundliche Ersterwähnung erfolgte am 29. Dezember 1238. Seit dieser Zeit war die Familie von Pölnitz am Ort ansässig und teilte ihren Besitz später in die Rittergüter Ober-, Mittel-, Nieder-, Buch-, Stein- und Mühlpöllnitz auf.

## Sehenswürdigkeiten

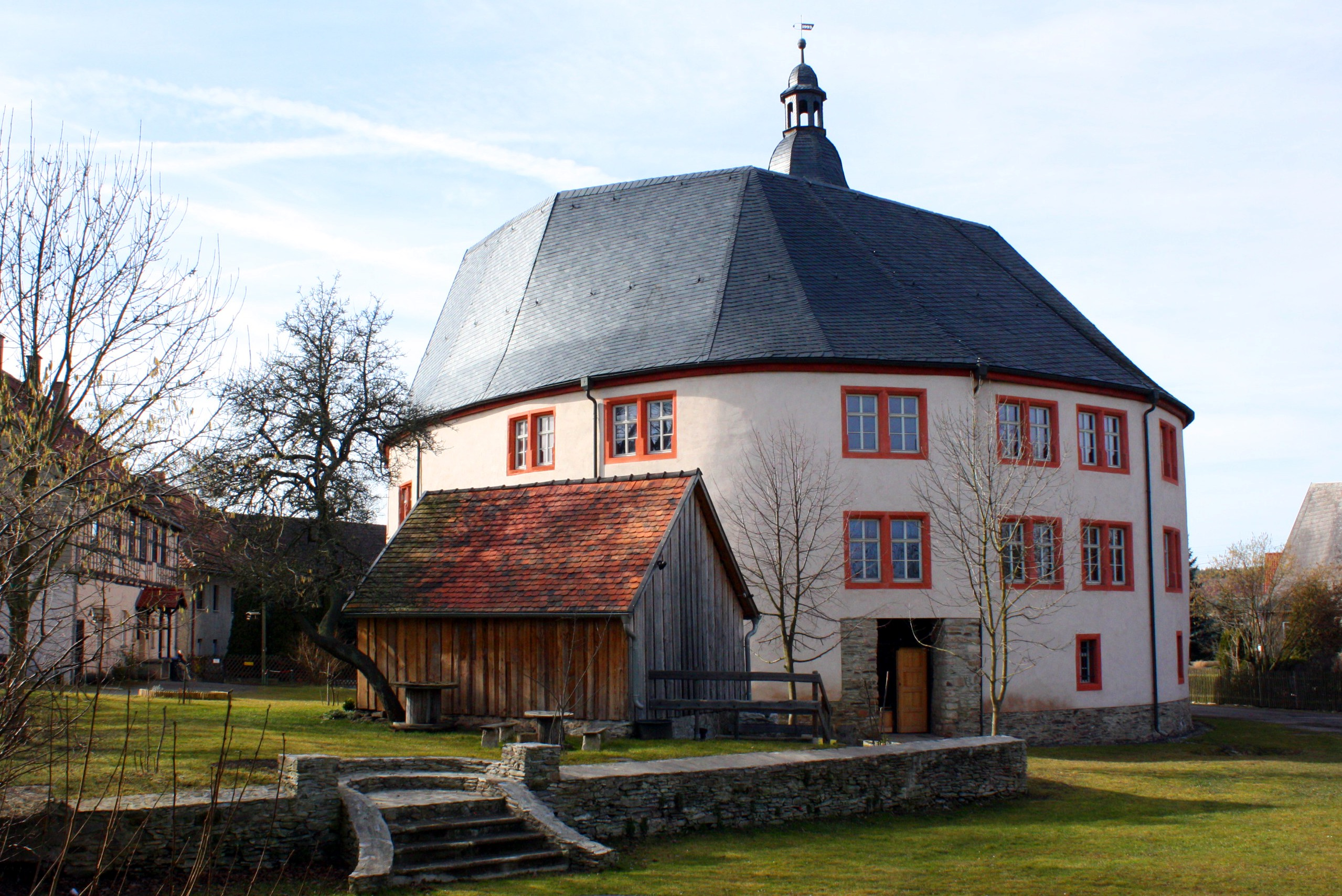
Rundschloss in Oberpöllnitz, 2015

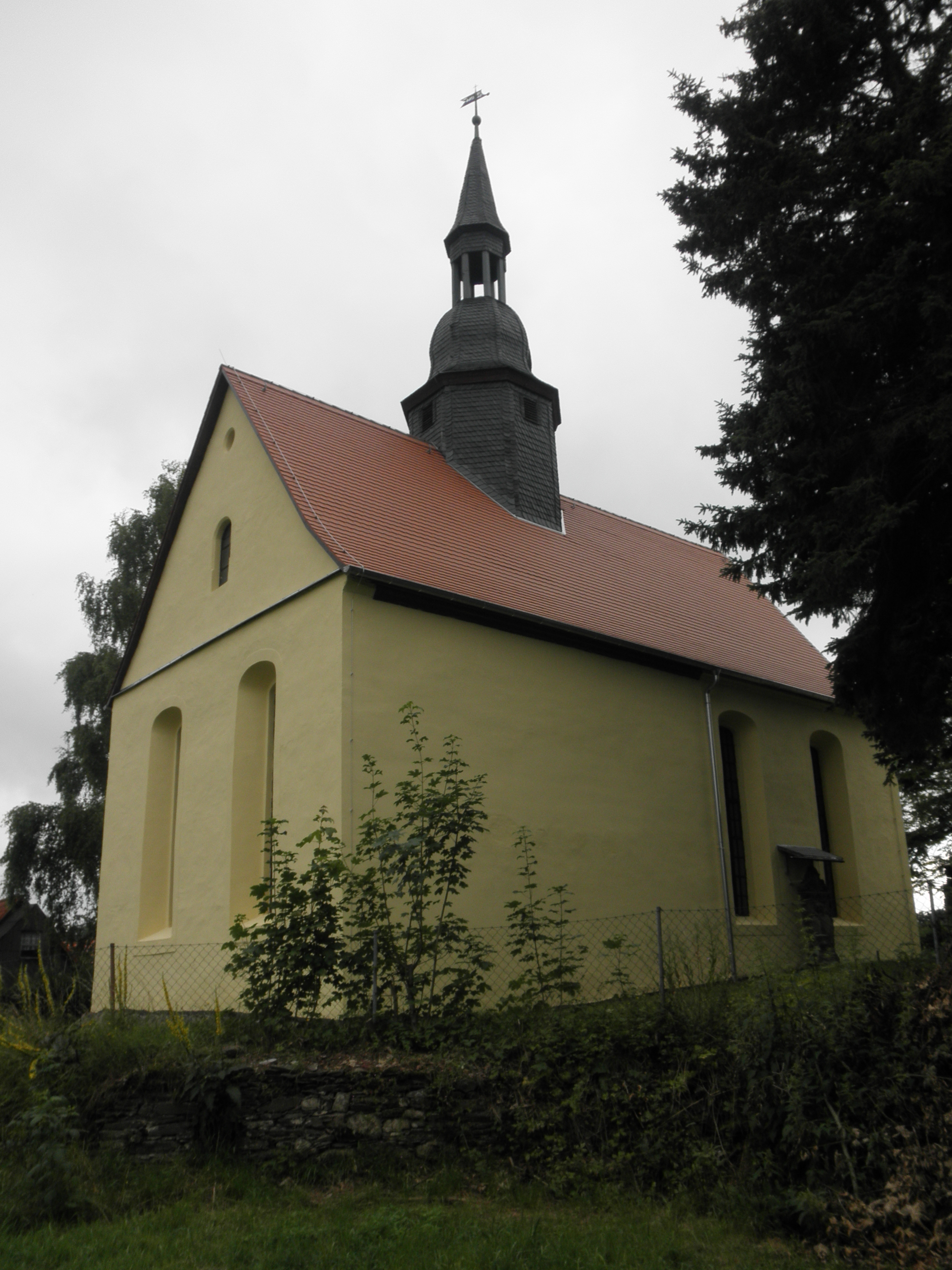
Kirche in Oberpöllnitz, 2011

Im höhergelegenen Teil des Ortes, weithin sichtbar, befindet sich das Rundschloss Oberpöllnitz. Es verdankt seinen Namen seinem nahezu runden Grundriss. Das Schloss besitzt einen kleinen Innenhof. An der Nordseite des Innenhofes befindet sich ein achteckiger Treppenturm (mit 100 Stufen), der den Zugang zu verschiedenen Geschossen des Schlosses ermöglicht. Der Turmhelm überragt den Schlossbau. Das Schloss ist Teil eines ehemaligen Rittergut-Ensembles verschiedener Wohn- und Wirtschaftsgebäude im Dorfkern, die heute zu einem großen Teil nicht mehr existieren. Das Schloss ist in seiner Bauweise für Thüringen einzigartig. Nur wenige ähnliche Beispiele anderer Rundschlösser sind in Deutschland noch erhalten, hierzu zählen das Schloss Oelber und das Schloss Jessen.
Erstmals urkundlich erwähnt wurde eine Wehrburg mit Wassergraben 1341 als „Rundbau mit kleinem Innenhof“. Im 16. Jahrhundert bauten die Herren von Pöllnitz das Schloss zu einem schlichten Renaissance-Schloss um. Aus dieser Zeit stammen Volutengiebel, Obelisken, Grisaillemalereien und Dekore im Inneren des Schlosses. Auch diese sind heute überwiegend zerstört oder in einem bedauerlichen Zustand. Der Schlussstein im Toreingang kündet davon, dass das Rundschloss Oberpöllnitz 1848 erneuert wurde; errichtet sei es 1414, ist dort ebenfalls zu lesen. Weitere Umbauten erfolgten im 19. und 20. Jahrhundert.
Pächter des Rittergutes mit Schloss war ab 1928 bis 1945 der Reichstagsabgeordnete Albert Abicht, Besitzer war seit etwa 1800 die Familie Aster. 1945 erfolgte unter sowjetischer Besatzung die entschädigungslose Enteignung. Schloss und Gut hatten bereits vorher Flüchtlingsfamilien aus dem Osten aufgenommen. 1972 erfolgte die Räumung und baupolizeiliche Sperrung des Schlosses wegen „erheblichen Reparaturstaus“, sowie die Freigabe zur Plünderung.
1977 konnte durch Einsatz des Pfarrers Siebenhaar von der benachbarten evangelischen Kirche eine Sprengung des Schlossgebäudes gerade noch verhindert werden. Seitdem war das Schloss dem Verfall preisgegeben und stark einsturzgefährdet. 1986 brachen sogar Teile der Außenmauern und das Dach ein.
Nach der Wende half die Deutsche Stiftung Denkmalschutz ab 1992 mit erheblichen Mitteln, das mächtige Schieferdach, die Mauern und die Innendecken wieder instand zu setzen. Ab 2006 erfolgte der Einbau von 100 neuen Holzfenstern.
2012 gründete sich der Verein „Rundschlossfreunde e. V.“.
Das Schloss in Oberpöllnitz zählte zu den Stammsitzen derer von Pölnitz. Heute befindet sich das Schloss in Privatbesitz und wurde behutsam saniert. Es fungiert nun als Veranstaltungsort für Hochzeiten und kleinere Feiern.
Zum Rittergut gehörte eine mit Wasserkraft des Pöllnitzbaches betriebene Schneide- und Mahlmühle in Mühlpöllnitz, die 1953 durch die ortsansässige LPG zu einem Futtermittelbetrieb umgebaut wurde. 1990 wurde der Mühlenbetrieb eingestellt und das Mühlengebäude verkauft. Nach der Wende wurde das äußere Bild wiederhergestellt. Mehrere Teiche entlang des aufgestauten Pöllnitzbachs sind erhalten.
Südöstlich des Schlosses befindet sich die evangelische Dorfkirche mit Resten eines Renaissance-Portals aus Sandstein. Die Kirche ist nahezu kreisrund von einer Bruchsteinmauer und einem Kirchhof umgeben. 2011 wurden der Dachstuhl und die Fassade der Kirche aufwändig instand gesetzt. Auffällig ist der große schiefergedeckte Dachreiter, der die Turmuhr und die Glocke beherbergt.
Von 1860 bis 1955 gab es eine Dorfschule. Das 1853 erbaute "Neue Schulhaus", zuerst mit drei Lehrerwohnungen eingerichtet, ist heute insgesamt als Wohnhaus genutzt.

## Persönlichkeiten
- Gerhard Bernhard von Pölnitz (1617–1679), kurbrandenburgischer Generalmajor und Politiker
- Carl Liebe (1854–1912), deutscher Parlamentarier und Landrat im Fürstentum Reuß älterer Linie
- Kurt Serbser (1896–1938), Politiker (NSDAP)
- Herbert Dassler (1902–1957), Politiker (NSDAP)